# Diploknema butyracea
Diploknema butyracea là một loài thực vật có hoa trong họ Hồng xiêm. Loài này được (Roxb.) H.J.Lam mô tả khoa học đầu tiên năm 1925.

## Hình ảnh

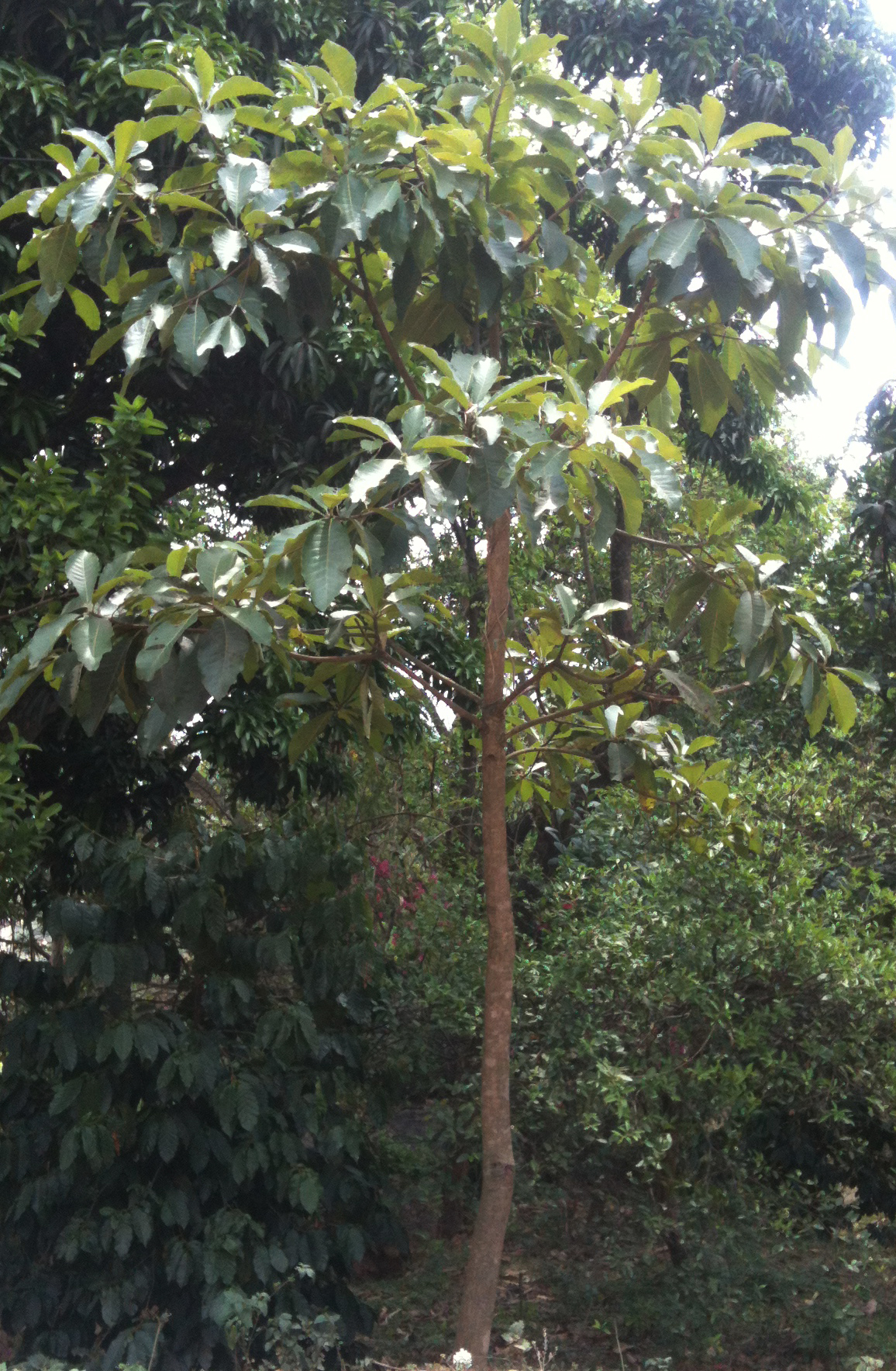
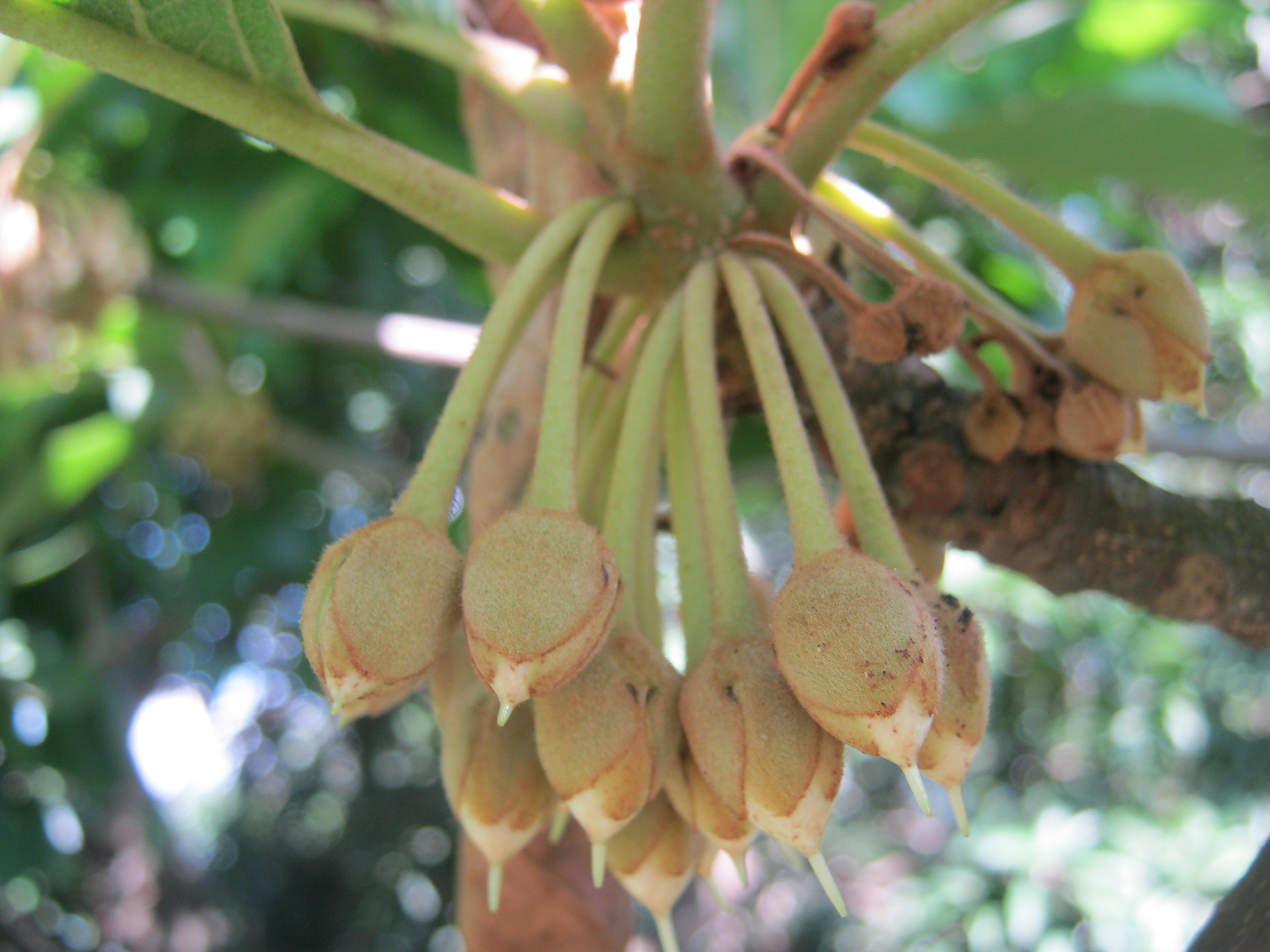
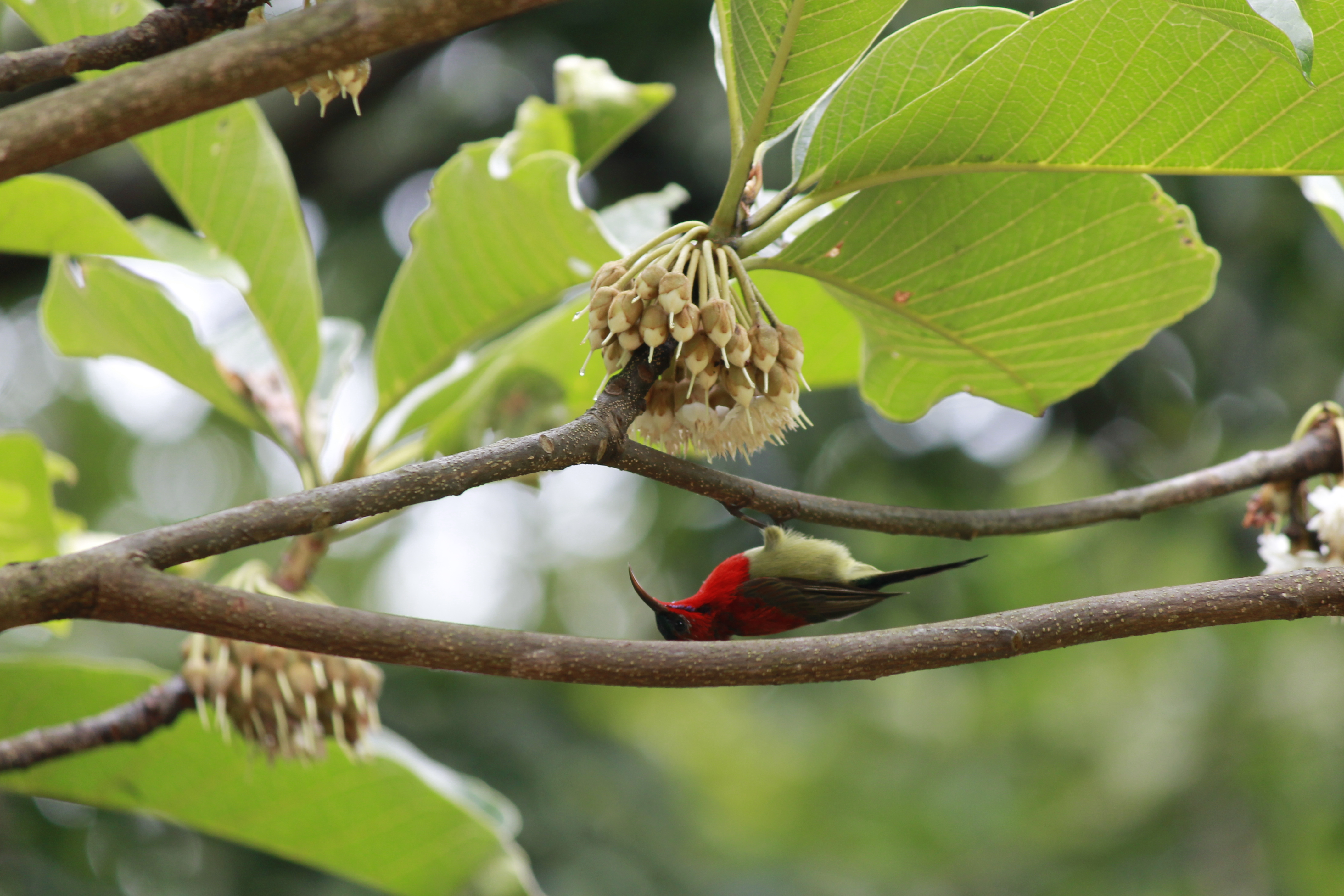
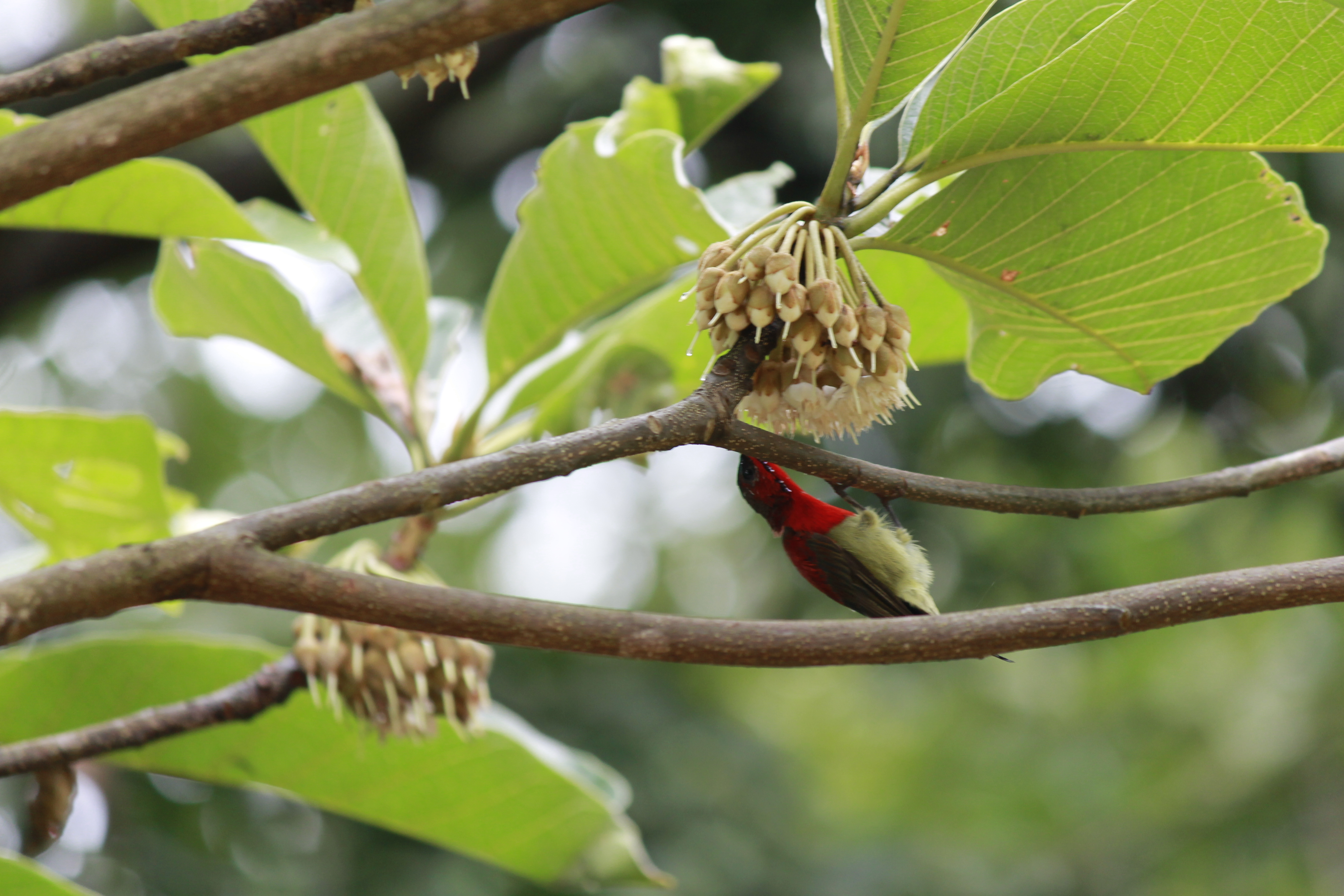